# 하라 겐야
하라 겐야(일본어: 原 研哉, 1958년~)는 일본의 그래픽 디자이너·무사시노 미술대학 교수·일본 디자인센터 대표이다.
오카야마현 오카야마시 출신으로, 히로니시 초등학교, 아사히나카 초등학교, 오카야마현 타치오카산조산 고등학교를 거치고, 1983년 무사시노 미술대학 대학원에서 디자인 전공을 수료했다. 같은 해 일본 디자인 센터에 입사하여 활동하였다. 2001년부터 무인양품(Muji)에서 아트 디렉터로 활동하고 있다. 무사시노 미술대학에는 2003년 4월 1일에 착임했으며 커뮤니케이션 디자인, 디자인론, 그래픽 디자인, 공간 디자인, 브랜딩, 광고 디자인, 포장 디자인, 편집 디자인을 아우르는 디자인 영역을 커뮤니케이션의 관점에서 종합해나가는 프로젝트를 진행하고 있다.

## 활동

### 전시
2000년 4월에는 일본의 디자이너인 나오토 후카사와와 함께 ‘리디자인-일상의 21세기>라는 제목의 전시회를 기획하여 다양한 장르에서 활동하는 디자이너와 예술가들에게 일상의 친숙한 물품들을 다시 디자인할 것을 부탁하고 그 결과물을 전시하였다. 참여 작가와 전시물로는 반 시게루의 화장지, 사토 마사히코의 출입국 스탬프, 쿠마 켄고의 바퀴벌레 트랩, 멘데 카오루의 성냥, 츠무라 코스케의 기저귀 등이 있었으며 이를 통해서 '디자인을 디자인하다', 바꿔 말하자면 '디자인의 정수는 다수의 사람들에게 공유되는 문제를 발견하는 과정과 그것을 해결하기 위해 노력하는 과정 속에 담겨있다.'는 주제를 전달하고 있다. 리디자인전은 일본에서의 전시 이후로도 홍콩, 베이징, 밀라노, 뉴욕 등을 순회하며 지속되었다. 2004년에는 HAPTIC전, FILING전을, 2007년에는 Senseware전을 개최하였다.

### 커뮤니케이션 디자인(아이덴티티 디자인)
나가노시에서 열린 1998년 동계 올림픽 개•폐회식 프로그램의 디자인을 담당하였다. 프로그램은 흰 종이 위에 독특한 디보스 기법을 사용하여 겨울에 눈을 밟는 경험을 구현해낸다. 그가 저술한 책 '디자인의 디자인'에서 강조했던 일본의 시각적·철학적 전통으로서의 '비어있음'을 적용한 작업의 예라고 볼 수 있다. 2000년-2001년에 걸쳐 마츠야 긴자 백화점의 리뉴얼을 진행하였으며 야마구치현 히카리시에 있는 우메다 병원의 사인 시스템 디자인을 맡았다. 2001년부터는 무인양품(無印良品, MUJI)의 임원으로 아이덴티티 디자인에 착수하였다. 그는 화려한 마크나 광고의 카피 문구로 브랜드를 드러내는 것을 피하고, 대신 무인양품의 디자인을 통해서 제품의 질과 수준을 유지할 것이라는 약속을 의도적으로 전달한다.
2005년에는 일본 아이치 현에서 열린 2005년 세계 박람회를 유치하기 위한 프레젠테이션의 아트 디렉터로 참가하였다.

### 패키지 디자인
2008년에는 일본의 패션 브랜드인 겐조(Kenzo)에서 Kenzo Power라는 남성 향수용 패키지를 디자인하였다. 니카 위스키 증류 회사(Nikka Whiskey Distilling Co.)와 아지노모토 주식회사(AGF)의 제품 등 전국적으로 생산되는 일본의 사케와 쌀을 홍보하는 제품 디자인에 참여하였다.

## 디자인 철학

### 햅틱
그의 디자인 작품에서 촉각을 중요하게 다루는 이유는 디자인이 색과 형태로만 전달되는 것이 아니라 사람의 오감을 자극하여 감각을 풍부하게 하는 것이 디자인의 중요한 역할이라고 생각하기 때문이다.

### 리디자인 (Re-Design)
그는 익숙한 것을 미지화하여 새롭게 탐구하는 것도 창조라고 보았다. 새로움은 없던 것을 창조하는 것이 아니라 이미 있는 것에서 앎이 미치지 못했던 부분을 깨닫고 새롭게 인식하는 것이라고 하였다.

## 수상 경력
- 일본 문화 디자인상
- 고단샤 출판 문화상
- 도쿄 ADC(Art Directors Club)상
- 뉴욕 ADC상
- サインデザイン(SDA) 대상.[9]
- 매일 디자인상
- 세계 공업 디자인 국제미술전 대상
- 카메쿠라 유우사쿠상[10]
- 하라히로무상 등

## 관련 국내 기사
- 2005년 KTF 주관으로 열린 핸드폰 디자인 공모전에서 심사위원단으로 참가했다.[11]
- 2009년 3월 25일 코엑스 장보고 홀에서 열린 '2009 서울리빙디자인페어' 행사에서 <햅틱으로 보는 리빙 공간>을 주제로 강연했다.[12]
- 2009년 10월 서울 디자인 올림픽 2009 행사의 일환으로 열린 서울 디자인 컨퍼런스에서 초청 연사로 참여했다.[13]
- 2010년 1월 8일 아시아문화 전당에서 주관하는 아시아 문화 아카데미 ACA 2학기 입학식에서 <커뮤니케이션 디자인/사물의 기능이란 무엇인가>를 주제로 특강을 열었다.[14]

## 저서
- 《디자인의 디자인》(デザインのデザイン)  2007년 (안그라픽스)  2003년
- 《백 白》(白)  2009년 (안그라픽스)  2008년
- 《포스터를 훔쳐 주세요》(ポスターを盗んでください)  (신쵸오샤)
- 《SKELETON》  (공저•6요사)
- 《디자인의 원형》(デザインの原形)  (공저•6요사)
- 《RE DESIGN─일상의 21 세기》(RE DESIGN―日常の21世紀)  (공저•아사히 신문사)
- 《마카로니의 구멍의 수수께끼》(マカロニの穴のなぞ)  (아사히 신문사)
- 《FILING─혼돈의 매니지먼트》(FILING―混沌のマネージメント)  (선전 회의)
- 《HAPTIC ─오감의 각성》(HAPTIC ―五感の覚醒)  (아사히 신문사)
- 《TOKYO FIBER'07 SENSEWARE》  (아사히 신문사)
- 《디자인의 디자인 Special Edition》  (이와나미 쇼텐)

## 참고 문헌
- 하라 켄야(Hara Kenya)《백 白》(안그라픽스, 2009년)
- 하라 켄야(Hara Kenya)《디자인의 디자인》(안그라픽스, 2008년)